# Ото II (Ритберг)
Вижте пояснителната страница за други личности с името Ото II.
Ото II фон Ритберг (на немски: Otto II von Rietberg; † 18 юли 1389) е от 1365 до 1389 г. граф на графство Ритберг.

## Биография
Той е син на граф Конрад III († 1365) и съпругата му Ермесвинт фон Райфершайт. След смъртта на баща му 1365 г. той управлява графството Ритберг. Ото II умира на 18 юли 1389 г. и е погребан в манастир Мариенфелд.

## Фамилия
Ото II се жени ок. 1370 г. за Аделхайд фон Липе от съседното графство († ок. 1394), дъщеря на Ото фон Липе († ок. 1360). Те имат три деца:
- Конрад IV (* ок. 1371; † 21 юни 1428), граф 1389 – 1428, женен на 24 април 1399 г. за Ирмгард/Ермегардис фон Дипхолц († 24 март 1426)
- Йохан († 27 септември 1426), каноник в Кьолн, убит в битката при Детерн
- Ото († между 6 юли и 7 октомври 1406), епископ на Минден 1403 – 1406